# Scheyville
Scheyville är en del av en befolkad plats i Australien. Den ligger i kommunen Hawkesbury och delstaten New South Wales, i den sydöstra delen av landet, omkring 42 kilometer nordväst om delstatshuvudstaden Sydney. Antalet invånare är 1 848.
Runt Scheyville är det tätbefolkat, med 331 invånare per kvadratkilometer.. Närmaste större samhälle är Blacktown, omkring 18 kilometer söder om Scheyville.
I omgivningarna runt Scheyville växer huvudsakligen savannskog. Genomsnittlig årsnederbörd är 1 267 millimeter. Den regnigaste månaden är februari, med i genomsnitt 216 mm nederbörd, och den torraste är juli, med 25 mm nederbörd.